# Artisti
Artisti est une société de gestion collective canadienne créée par l’Union des artistes en 1997 dont la mission est de protéger, de promouvoir et de préserver les droits conférés aux artistes-interprètes par la Loi canadienne sur le droit d’auteur. Son rôle principal est de collecter et distribuer les redevances de droits d’auteur dues aux artistes-interprètes en vertu de la loi. 

## Présentation
Artisti regroupe plus de 5500 artistes-interprètes de musique (chanteurs, narrateurs et instrumentistes) et gère collectivement leur droit à rémunération équitable et leur droit à rémunération découlant du régime de la copie privée. Ses adhérents peuvent également lui confier la gestion de leurs droits exclusifs.    
Dans le cadre de la gestion de ces différents droits, Artisti dépose des tarifs devant la Commission du droit d’auteur du Canada afin d’établir les redevances à verser pour l’utilisation d’enregistrements sonores incorporant les prestations de ses adhérents. Elle peut aussi octroyer des licences directement aux utilisateurs pour permettre l'utilisation de ces enregistrements.
Artisti gère également les redevances de ses adhérents à l’étranger, pour des utilisations faites de leurs prestations dans les pays des sociétés étrangères avec lesquelles elle a conclu des accords de représentation. Artisti représente réciproquement les adhérents de certaines de ces sociétés étrangères pour les utilisations de leurs prestations au Canada.  
Son conseil d’administration est composé de onze artistes-interprètes, et présidé par l'artiste France d’Amour depuis 2019. Annie Morin est directrice d'Artisti depuis 2006. 
Depuis 2017, Artisti organise tous les deux ans un Gala à Montréal durant lequel des prix sont remis à des artistes de musique en récompense de leur parcours artistique. Les artistes Loud, Alexandra Stréliski et Cœur de pirate figurent parmi les artistes récompensés lors du Gala de 2019.

## Défense des droits des artistes-interprètes
Artisti a également pour objectif de défendre les droits des artistes-interprètes auprès des instances gouvernementales, notamment les ministères du Patrimoine et de l’Industrie. Artisti milite pour l’extension du régime de la copie privée à d’autres supports permettant de copier de la musique (téléphones intelligents, tablettes, etc.),, ainsi que pour la ratification par le Canada du Traité de Beijing sur les prestations audiovisuelles.
Artisti est membre de la Coalition pour la culture et les médias et signataire du Manifeste pour la pérennité et le rayonnement de la culture et des médias nationaux à l'ère numérique. 
Artisti est membre de la Societies’ Council for the Collective Management of Performers’ Rights (SCAPR).
Artisti est membre fondateur de MétaMusique créé en juillet 2020 conjointement avec l’ADISQ, l’APEM, le CQM, la GMMQ, la SOCAN, la SOPROQ, la SPACQ et l’UDA.  